# Den unge garde (film fra 1948)
 For alternative betydninger, se Den unge garde. (Se også artikler, som begynder med Den unge garde)
Den unge garde (originaltitel: Молодая гвардия, translit.: Molodaja gvardija) er en sovjetisk spillefilm i to dele fra 1948 instrueret af Sergej Gerasimov. Filmen er baseret på Aleksandr Fadejevs roman af samme navn, der er løst baseret på aktiviteterne i den antifascistiske Komsomol-organisation Molodaja gvardija, der under den tyske besættelse af Krasnodon i Ukrainske SSR udførte en række aktioner mod besættelsesmagten.
Filmen blev i 1949 tildelt Stalinprisen af første grad og otte af de medvirkende modtog også en Stalinpris.

## Medvirkende
- Vladimir Ivanov som Oleg Kosjevoj
- Inna Makarova som Ljubov Sjevtsova
- Nonna Mordjukova som Uljana Gromova
- Sergej Gurzo som Sergej Tjulenin
- Ljudmila Sjagalova som Valerija Borts
- Vjatjeslav Tikhonov som Vladimir Osmukhin
- Georgij Jumatov som Anatolij Popov